# طینوج
طینوج یا جهرود روستایی از توابع بخش خلجستان استان قم ایران است.
عمده محصولات این روستا گردو، بادام، انگور و… است؛ شغل اهالی این روستا زراعت و دامداری است.

## میراث باستانی و فرهنگی
تپه‌ای بنام تپه عمر - این تپه مربوط به دوران هخامنشیان بوده و نام دیگر ان تپه گبرها می‌باشد.
●==آب انبار== این روستا دارای آب انبار قدیمی که  در مجاورت کاروانسرا است که الان بی استفاده است

## پل طینوج
پل طینوج در گذشته محل عبور کاروان‌ها به عتبات بوده‌است اما در حال حاضر اهالی روستا برای رفتن به باغات از آن استفاده می‌کنند. طول پل ۵/۲۷ متر و عرض آن ۳/۴۰ و ارتفاع آن ۶۰/۶ متر است. این پل در غرب کاروانسرای طینوج احداث شده‌است و قدمت آن به دودمان صفویه می‌رسد. در گذشته نه چندان دور به این پل به دلیل بنای آن در دوران صفویه پل شاه عباسی نیز گفته می‌شده‌است و استفاده از این واژه همچنان رواج دارد.
این پل به همت خیرین روستا و زیر نظر سازمان میراث فرهنگی استان قم مرمت و بازسازی شد.

## کاروان‌سرای طینوج
کاروانسرای طینوج در زمان دودمان صفویه بنا شده‌است و آن را کاروان‌سرای شاه‌عباسی نیز می‌نامند.

## مکان‌های تفریحی
از مراکزتفریحی، پاکوره، رزوه، جوب پایین، میرآباد، باغ رحیم، باغ میرزا مقصود، ملک بند - که امروزه در محاوره به ان ملیک بک می‌گویند ضمناً رودخانه این روستا که جهرود نامیده می‌شود از مکانهای دیدنی این روستا می‌باشد.

## لغات و اصطلاحات متمایز
جوق:جوی، ورگاه:جایی که باعث تغیر مسیر آب می‌شود، ماغال:حرف تعیین در بین جملات، مند:بند، اقر کردی:در حال سفری، یویو:به افراد ساده گفته می‌شود، امونصاف:به افراد ساده لوح گفته می‌شود، جده:جاده، ملیچ:گنجشک، گربه تیغی:جوجه تیغی، آزار بزنه: در پاسخ به اظهار نظر بیهوده افراد گفته می‌شود

## مشاهیر
- ملا هادی دانه چین فیلسوف، منجم، شاعر، ریاضیدان و طبیب نامدار اواخر قرن ۶ و اوایل قرن ۷ هجری شمسی است.
- خواجه نصیر الدین طوسی فیلسوف، منجم،ریاضی دان قرن ۶ هجری شمسی بود، که در روستای جهرود به دنیا آمد.
- خواجه نصیر الدین طوسی به بسیاری از روایت ها در روستای طینوج به دنیا آمده اهالی روستا معتقد هستند در روستای طینوج به دنیا امده دلیلش هم بودن شباهت اسم طوسی به طینوج است البته شاید دلیل قانع کننده نباشد اما مردم زیادی به این روایت معتقد هستند
- میرزا ابراهیم رئیس از سرشناسان منطقه جهرود و همچنین رئیس سازمان پست و تلگراف قم در دوران رضا خان پهلوی.

## کوچه و محله‌ها
میدان اصلی طینوج، محله بالا، محله پایین، لب جوب، کوچه تاریکه، سینه ایستکون، میرآباد، سه راه پااستل، جوب پایین، محله قلعه، کمر، رزوه. سیاه پشته گسکان جنداب - ملک بند که در محاوره ملیک بک می‌گویند.